# Veneto Classic 2021
La Veneto Classic 2021, prima edizione della corsa, valida come evento dell'UCI Europe Tour 2021 e come ventiduesima della Ciclismo Cup 2021 categoria 1.1, si svolse il 17 ottobre 2021 su un percorso di 206,5 km, con partenza da Venezia e arrivo a Bassano del Grappa, in Veneto, Italia. La vittoria fu appannaggio dell'italiano Samuele Battistella, che completò il percorso in 5h01'49", alla media di 41,051 km/h, precedendo lo svizzero Marc Hirschi e il colombiano Jhonatan Restrepo.
Sul traguardo di Bassano del Grappa 79 ciclisti, su 121 partiti da Venezia, portarono a termine la manifestazione.

## Squadre e corridori partecipanti
| N.    | Cod. | Squadra                     |
| ----- | ---- | --------------------------- |
| 1-7   | ITA  | Italia                      |
| 11-17 | ANS  | Androni Giocattoli-Sidermec |
| 21-27 | MGK  | MG.K Vis VPM                |
| 32-37 | AMO  | Amore & Vita                |
| 41-47 | APT  | Astana-Premier Tech         |
| 51-57 | BCF  | Bardiani-CSF-Faizanè        |
| 61-67 | BTC  | Beltrami TSA Tre Colli      |
| 71-77 | COF  | Cofidis                     |
| 81-87 | EOK  | Eolo-Kometa Cycling Team    |

| N.      | Cod. | Squadra                            |
| ------- | ---- | ---------------------------------- |
| 91-97   | GAZ  | Gazprom-RusVelo                    |
| 101-107 | GEF  | General Store-F.lli Curia-Essegibi |
| 111-117 | HAC  | Hrinkow Advarics Cycleang          |
| 121-127 | IWG  | Intermarché-Wanty-Gobert           |
| 131-137 | T4Q  | Team Qhubeka                       |
| 141-147 | UAD  | UAE Team Emirates                  |
| 151-157 | THR  | Vini Zabù                          |
| 161-167 | IWM  | Work Service-Marchiol-Dynatek      |
| 171-177 | ZEF  | Zalf Euromobil Fior                |

## Ordine d'arrivo (Top 10)
| Pos. | Corridore           | Squadra     | Tempo    |
| ---- | ------------------- | ----------- | -------- |
| 1    | Samuele Battistella | Astana      | 5h01'49" |
| 2    | Marc Hirschi        | UAE         | a 6"     |
| 3    | Jhonatan Restrepo   | Androni     | s.t.     |
| 4    | Aleksej Lucenko     | Astana      | s.t.     |
| 5    | Rémy Rochas         | Cofidis     | a 10"    |
| 6    | Diego Ulissi        | UAE         | a 27"    |
| 7    | Lorenzo Rota        | Intermarché | s.t.     |
| 8    | Guillaume Martin    | Cofidis     | a 29"    |
| 9    | Andrea Piccolo      | Italia      | a 55"    |
| 10   | Christian Scaroni   | Gazprom     | s.t.     |